# Woolpit
Woolpit is een civil parish in het bestuurlijke gebied Mid Suffolk, in het Engelse graafschap Suffolk. Het plaatsje is onder andere bekend van de legende over de 'groene kinderen van Woolpit'.

## Herkomst van de naam
De naam Woolpit duikt voor voor het eerst op de 10e eeuw als Wlpit en later als Wlfpeta. De herkomst ligt in het Oudengelse woord 'wulf-pytt', dat 'wolvenvalkuil' betekent.

## Geschiedenis
Vóór de Normandische verovering van Engeland viel het dorp onder de Angelsaksische edelman Ulfcytel Snillingr. Tussen 1174 en 1180 kreeg Walter de Coutances, vertrouweling van Hendrik II, het dorp toegewezen. Daarna kwam het dorp toe aan de monniken van de abdij van Bury St Edmunds. Dit is bevestigd in een schrijven van Paus Alexander III, die aangaf dat de inkomsten van Woolpit toekwamen aan de abdij.
Vanaf de 15e eeuw waren er elk jaar twee jaarmarkten in Woolpit: de paardenmarkt op de 16e september en de veemarkt op de 19e september.
Van 1597 tot 1620 was Sir Robert Gardiner de heer van Woolpit. Hij stichtte een godshuis ten behoeve van de zorg voor arme vrouwen uit Woolpit en het nabijgelegen Elmswell. Dit godhuis bestaat nog steeds als de liefdadigheidsinstelling Gardiner. Na de dood van Gardiner ging Woolpit over in handen van zijn achterneef Gardiner Webb.
Vanaf de 17e eeuw werd de regio een belangrijk centrum voor de fabricage van de zogenaamde "Suffolk White" bakstenen.
Woolpit was onderdeel van de zogenaamde 'hundred' van Thedwestry, een administratieve eenheid die tot in de 19e eeuw in gebruik was in Engeland.
In 1831 woonden er 880 mensen in Woolpit. 

## St Mary's
De kerk St Mary's staat geregistreerd als een Grade I-monument. Belangrijke onderdelen zijn het middeleeuwse houten dak, en een groot portaal uit 1430-1455. De toren is in de 50-er jaren van de 19e eeuw gebouwd, nadat in 1852 of 1853 het origineel verloren was gegaan na een blikseminslag.
Tot aan de reformatie stond er in de kerk een rijkelijk versierd beeld van Maria, 'Our Lady of Woolpit'. Dit beeld zorgde voor een toestroom van pelgrims, waarschijnlijk al sinds 1211. Uit een testament uit de 15e eeuw blijkt duidelijk dat er in ieder geval op dat moment sprake was van een beeld: er wordt gesproken over "tabernaculum beate Mariae de novo faciendo", oftewel de mededeling dat er een nieuw tabernakel voor de heilige Maria gemaakt moest worden.
Het beeld stond in een eigen kapel, maar er zijn geen restanten van deze kapel gevonden. De pelgrimages lijken vooral in de 15e en begin 16e eeuw populair te zijn geweest, en koning Hendrik VI bezocht het heiligdom in 1448 en 1449. Er waren gelddonaties van onder andere John Howard (1481) en Elizabeth van York (1502). Na 1538 werd het beeld verwijderd of zelfs vernietigd, nadat Hendrik VIII had bevolen om beelden weg te halen die onderdeel van pelgrimages waren. In 1551 werd de kapel afgebroken.

## Lady's Well
Op circa 300 meter ten noordoosten van de kerk ligt een klein natuurgebied, omgeven door een gracht die deels wordt gevoed door een natuurlijke bron. Deze bron wordt beschermd door een moderne bakstenen constructie. Het omgrachte terrein en de bron zijn archeologisch beschermd gebied.
De bron staat bekend als de Lady's Well of de Lady Well. De eerste vermelding dateert uit 1573-1576, toen de bron als "Our Ladys Well"  werd genoemd in een document. De naam suggereert dat het een heilige bron was, opgedragen aan de maagd Maria. Mogelijk trok de bron ook pelgrims aan, maar hier zijn geen bewijzen voor gevonden. Er zijn ook geen aanwijzingen dat er ooit een bouwwerk heeft gestaan. Het terrein behoorde overigens niet tot de parochiekerk St Mary's, maar tot de Johanneskapel van Palgrave.
Aan het bronwater werden geneeskrachtige eigenschappen toegekend. In 1827 werd het water beschreven als heilzaam voor zwakke kinderen en slechte ogen. In de jaren 70 van de 20e eeuw is het water geanalyseerd: het bleek veel sulfaat te bevatten, dat mogelijkerwijs enige verlichting kon brengen bij ooginfecties.